# Kabalebo (ressort)
Kabalebo is een van de zeven ressorten waaruit het Surinaamse district Sipaliwini bestaat. Het ressort is vernoemd naar de rivier Kabalebo die door dit gebied stroomt.
Met de wijzers van de klok mee grenst het ressort Kabalebo in het oosten aan Boven-Coppename, in het zuiden grenst Kabalebo aan Coeroenie, in het westen grenst het aan Guyana en in het noorden grenst Kabalebo aan Nickerie.
In 2004 had Kabalebo volgens cijfers van het Centraal Bureau voor Burgerzaken (CBB) 1843 bewoners. Grotere dorpen in dit dunbevolkte ressort zijn Apoera en Bakhuis.
Er is weinig economische activiteit in Kabalebo, ook al zijn er in het verleden pogingen ondernomen om daar verandering in te brengen. Tijdens de regeerperiode van premier Henck Arron (1975-1980) bestonden er plannen om in Kabalebo een stuwdam te bouwen voor energieopwekking ten behoeve van de mijnbouwactiviteiten, het West-Surinameplan. De geplande bauxietmijn in het Bakhuisgebergte met de bijhorende spoorlijn zijn nooit gebruikt en de spoorlijn is ondertussen in verval geraakt. De aanleg van het stuwmeer wordt alsnog overwogen.
In 1959 is tijdens Operatie Sprinkhaan de Kabalebo Airstrip aangelegd. Het vliegveld wordt voornamelijk gebruikt voor het vervoer van toeristen naar het Kabalebo Nature Resort.
Sinds 2017 heeft Kabalebo een polikliniek.

## Districtscommissarissen
Hieronder volgt een lijst van districtscommissarissen die het bestuursressort hebben bestuurd:
| Districtscommissaris      | van  | tot  | opmerking  |
| ------------------------- | ---- | ---- | ---------- |
| Lorieta Lingaard-Seenanan | 2011 | 2012 |            |
| Roline Samsoedien         | 2012 | 2013 | waarnemend |
| Armand Jurel              | 2013 | 2014 |            |
| Naltus Naana              | 2014 | 2016 |            |
| Trees Cirino              | 2016 | 2019 |            |
| Joanna Aroepa             | 2019 | 2020 |            |
| Josta Lewis               | 2020 | 2025 |            |